# Novelas de Sadam Husein

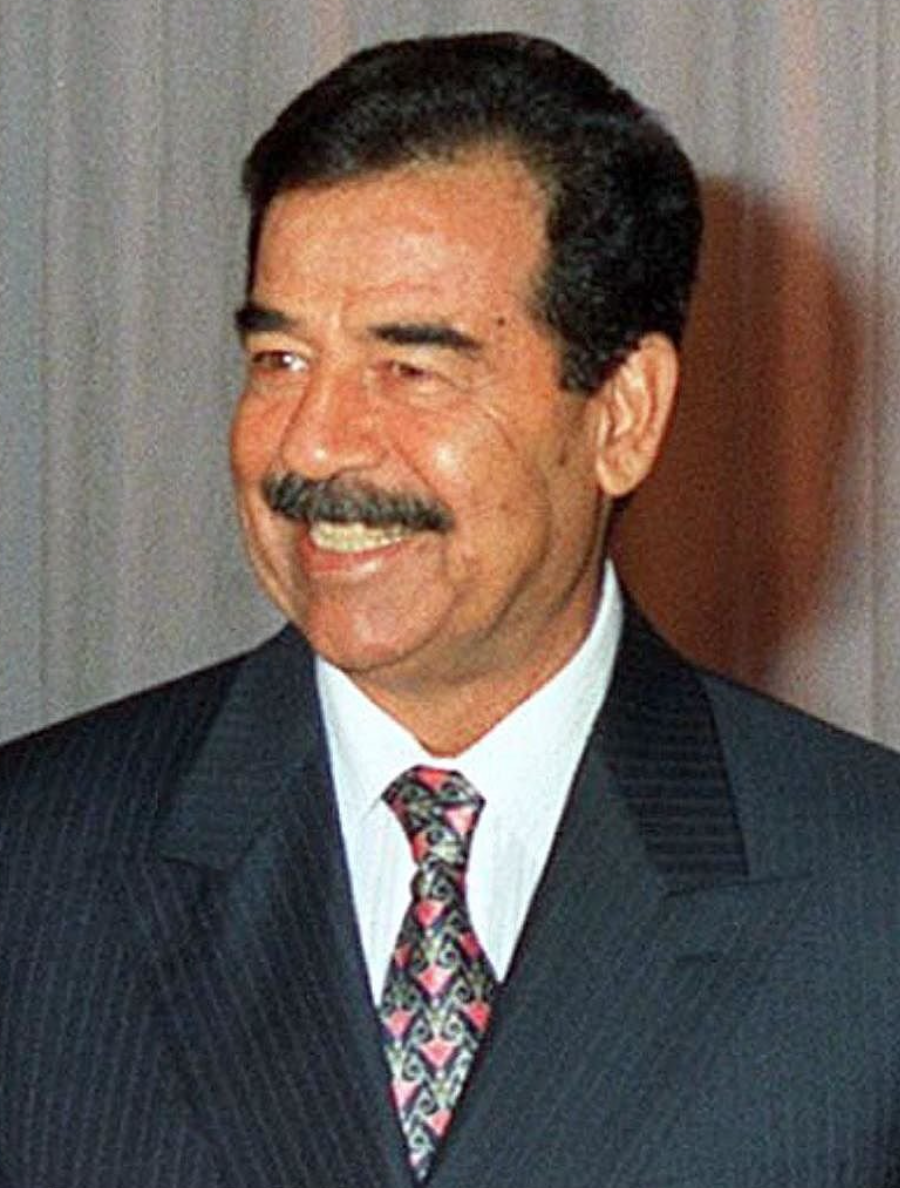
Sadam Huseín en 1998.

Sadam Huseín, el fallecido presidente de Irak, escribió cuatro novelas y varios poemas. Los dos primeros libros (Zabiba y el rey y Fortaleza amurallada) fueron escritos por "Él, que lo escribió", una forma tradicional de marcar autoría en árabe para preservar el anonimato.

## Novelas
Las cuatro novelas que se sospechan fueron escritas por Sadam Huseín son:

### Zabiba y el rey
Zabiba y el rey (en árabe: زبيبة والملك, Zabībah wal-Malik), escrita en 2000, es una novela que la CIA cree que fue escrita por Sadam Huseín, probablemente con la ayuda de algunos escritores fantasmas. La trama es una historia de amor acerca de un poderoso gobernante de la era medieval de Irak y una bella y popular mujer llamada Zabiba. El esposo de Zabiba es un hombre cruel y sin amor que la viola. El libro está ambientado en el siglo VII u VIII en Tikrit, la ciudad natal de Husein.

### Fortaleza amurallada
Fortaleza amurallada (en árabe: القلعة الحصينة, al-Qala'ah al-Haṣīnah) es una novela de 713 páginas publicada en 2001. Es otro trabajo alegórico. Se trata de la boda tardía de un héroe iraquí, que luchó en la guerra contra Irán, con una niña kurda.
Hay tres personajes: los dos hermanos Sabah y Mahmud, de una zona rural en la orilla oeste del río Tigris, que provienen de una familia de agricultores, y una mujer joven, Shatrin, de Solimania. Todos van a la misma universidad en Bagdad.
Sabah es un héroe de guerra de los días de la Batalla de Nueva Qadisiyya (guerra entre Irán e Irak), durante la cual fue herido en la pierna y hecho prisionero de guerra en Irán, de donde finalmente logró escapar con unos pocos amigos.
El poder de la "fortaleza amurallada" (una referencia a Irak) radica en su unidad; a pesar de las propuestas para dividir la propiedad, la madre del héroe se niega a hacerlo. También afirma que no se puede comprar con dinero: "Sólo quienes le dan su sangre y la defienden son sus legítimos dueños".

### Hombres y la ciudad
Hombres y la ciudad (en árabe: رجال والمدينة, Rijāl wal-Madīnah) se refiere al surgimiento del Partido Baaz en Tikrit.

### ¡Fuera de aquí, maldito!
¡Fuera de aquí, maldito! (en árabe: اخرج منها يا ملعون, Uḵruj Minhā yā Mal'ūn) es la cuarta y última novela de Sadam Huseín, supuestamente terminada el día anterior a la invasión de las fuerzas estadounidenses. La novela describe, a través de una metáfora bíblica, una conspiración sionista-cristiana contra árabes y musulmanes. Un ejército árabe finalmente frustra la conspiración invadiendo la tierra de su enemigo y destruyendo dos torres masivas, como una referencia a los ataques del 11 de septiembre. Los personajes incluyen al narrador, Abraham, llamado así por el patriarca en las tradiciones judía, cristiana y musulmana, y sus nietos, tres primos llamados Ezekiel, Youssef y Mahmoud, que representan a judíos, cristianos y musulmanes, respectivamente.

## Estilo
La autora Jo Tatchell, escribiendo para el diario The Guardian, realizó un análisis literario del cuerpo de trabajo de Sadam Huseín. En un primer lugar, enviando fragmentos de las novelas a personas que ella juzgó como expertos en la materia sin identificar al autor. De entre ellos, Jojo Moyes, ganadora del premio a la novela del año de la Asociación de Novelistas Románticos, dijo que el autor claramente no estaba interesado en sus lectores después de contar trece preguntas retóricas en el fragmento analizado; dijo además que "tenía miedo de que fuera de Osama bin Laden o Alastair Campbell (...) Una vez que supe quién era, todo tenía sentido. Su escritura era el equivalente literario de esos espeluznantes murales de fantasía que había pintado en todos sus palacios".
La académica Tina Phillips, después de revisar los mismos fragmentos, quedó sorprendida que Sadam Huseín se dedicara a escribir no solo literatura sino específicamente novelas, ya que en la cultura islámica la poesía es el género por excelencia. Y en Irak, el dictador casi prohibió todas las formas de literatura de ficción.
Tatchell concluyó en su análisis que "estamos mirando a un autor que es inseguro, sin talento y delirante".